# Уже
Уже је дугачак и јак канап упреден од међусобно повезаних нити. Користи се за увезивање, придржавање, преношење; намене могу бити веома различите. Прави се од природних или што је данас чешћи случај синтетичких материјала (влакана).

## Конструкција
Конопац може бити направљен од било ког дугачког, жилавог, влакнастог материјала, али је углавном направљен од одређених природних или синтетичких влакана. Ужад од синтетичких влакана је знатно чвршћа од својих пандана од природних влакана, имају већу затезну чврстоћу, отпорнија су на труљење од ужади направљених од природних влакана и могу се направити тако да плутају на води. Синтетичка ужад такође поседују одређене недостатке, укључујући клизавост, а нека се могу лакше оштетити УВ светлом.

## Природна влакна
Некада су се ужад правила искључиво од природних сировина, као што су сисал (листови), конопља, манила (стабло) или љуске кокосових ораха. Најпре се влакна сакупе, а потом чешљају и исправљају у посебној машини из које излазе у виду дугих трака. Више таквих трака се упредају и по неколико пута како би се добило уже жељене дебљине.

## Синтетичка влакна
Синтетичка влакна су данас у већини случајева заменила природна и користе се најлон, полиестер и стаклене нити које се међусобно лепе смолом, а потом упредају. Који ће се материјал користити, зависи од намене ужета. Тако се, рецимо, уже за скијање на води прави од полипропилена, јер је овај материјал специфично лакши од воде, па не тоне, а и не мрси се.
Када се уже прави од челичне жице, онда је то кабл или сајла. Због своје издржљивости, сајле се често користе као држачи за мостове или за преносе на жичарама.

## Историја
Употреба ужади за лов, повлачење, причвршћивање, ношење, подизање и пењање датира још из праисторије. Вероватно је да су најранији „конопци“ били природни делови биљних влакана, као што су винове лозе, након чега су убрзо уследили први покушаји увијања и плетења ових праменова заједно да би се формирала прва исправна ужад у модерном смислу те речи. Најранији доказ о могућем ужету је веома мали фрагмент трослојног гајтана са неандерталског налазишта датираног на пре 50.000 година. Овај предмет је био толико мали да је откривен и описан само уз помоћ микроскопа велике снаге. Нешто је дебљи од просечног нокта на палцу и не би се протезао од ивице до ивице преко нокта малог прста. Постоје и други начини на који се влакна могу увијати у природи, без намерне конструкције.
Алат стар 40.000 година пронађен у пећини Хохл Фелс у југозападној Немачкој идентификован је 2020. године као врло вероватно алат за прављење ужета. То је трака од мамутске слоноваче од 20 cm (8 in) кроз коју су избушене четири рупе. Свака рупа је обложена прецизно изрезаним спиралним урезима. Жлебови на три рупе спирално се крећу у смеру казаљке на сату са сваке стране траке. Жлебови на једној рупи спирални су у смеру казаљке на сату на једној страни, али у супротном смеру казаљке на сату са друге стране. Биљна влакна би се уносила кроз отворе и алат би се увијао, стварајући једнослојну пређу. Спирални резови би имали тенденцију да задрже влакна на месту. Али резови не могу дати никакво увијање влакнима провученим кроз отворе. Сматра се да су други предмети стари 15.000 година са отворима са спиралним резовима, направљени од рогова ирваса, пронађени широм Европе, коришћени за манипулацију ужадима, или можда у неку другу сврху. Првобитно су се звали „палице” и сматрало се да су их носили као значке за чин.
Утисци конопца пронађени на печеној глини пружају доказе о технологији прављења струна и ужади у Европи која датира пре 28.000 година. Фосилизовани фрагменти „вероватно двослојног положеног ужета пречника око 7 mm [0,28 in]“ пронађени су у једној од пећина у Ласкоу, који потичу од пре приближно 17.000 година.
Стари Египћани су вероватно били прва цивилизација која је развила специјалне алате за прављење ужета. Египатски конопац датира од 4000. до 3500. године п. н. е. и углавном је направљен од влакана водене трске. Други конопац у антици прављен је од влакана урминих палми, лана, траве, папируса, коже или животињске длаке. Употреба таквих ужади која су вукле хиљаде радника омогућила је Египћанима да померају тешко камење потребно за изградњу њихових монумената. Почевши од отприлике 2800. године пре нове ере, у Кини је био у употреби конопац од конопљиних влакана. Конопац и занат израде ужета проширили су се широм Азије, Индије и Европе у наредних неколико хиљада година.
Неки ужад се и даље прави од природних влакана, као што су кокос и сисал, упркос доминацији синтетичких влакана као што су најлон и полипропилен, који су постали све популарнији од 1950-их.
Најлон је откривен током касних 1930-их и први пут је уведен у влакнаста ужад током Другог светског рата. Заиста, прва ужад од синтетичких влакана била су мали плетени падобрански гајтани и трострука ужад за вучу за једрилице, направљена од најлона током Другог светског рата.